# سیارک ۳۳۰۶۱
سیارک ۳۳۰۶۱ (به انگلیسی: 33061 Vaclavmorava، نامگذاری:1997VA1) سی و سه هزار و شصت و یکمین سیارک کشف شده‌است که در ۲ نوامبر ۱۹۹۷ کشف شد.